# Šaranga
Šaranga (in russo Шаранга?) è un insediamento operaio della Russia europea centro-orientale, nell'oblast' di Nižnij Novgorod, centro amministrativo del rajon Šarangskij.
Si trova sul fiume omonimo (affluente della Usta), 282 km a nord-est di Nižnij Novgorod e 55 km a sud di Šachun'ja.